# Dried Up, Tied and Dead to the World
«Dried Up, Tied and Dead to World» es la tercera canción del álbum de estudio Antichrist Superstar de 1996 perteneciente a la banda de metal industrial estadounidense Marilyn Manson.

## Apariciones
- Antichrist Superstar.
- Remix and Repent
- Banda sonora de la película La casa de cera

## Versiones
- "Dried Up, Tied and Dead to World" — Aparece en Antichrist Superstar.
- "Dried Up, Tied and Dead to the World (Live in Utica, NY)" — Aparece en Remix and Repent

## Curiosidades
- Los primeros compases de la canción incluyen el riff de guitarra usado más tarde en "Mister Superstar".

## Enlaces
- Artículo en WkiManson

- Datos: Q22341192